# Teen Idles (EP)
Teen Idles è un EP postumo del gruppo hardcore punk omonimo, pubblicato nel 1996 da Dischord Records per commemorare la centesima pubblicazione dell'etichetta. L'EP contiene materiale da due sessioni di registrazione della band del febbraio e aprile 1980. Le tracce 1 e 3 sono state composte con il nomeThe Slinkees, ossia il nome con cui la band si faceva chiamare prima dell'arrivo di Nathan Strejcek alla voce.

## Tracce
1. Adventure – 2:26
2. Teen Idols – 1:11
3. Sneakers – 1:39
4. Trans Am – 2:12
5. Fiorucci Nightmare/Getting In My Way – 2:18

## Crediti[2]
- Nathan Strejcek − voce
- Geordie Grindle − chitarra
- Ian MacKaye − basso
- Jeff Nelson − batteria
- Athena Angelos - fotografia
- Steve Carr - ingegnere del suono
- Andy Nelson - ingegnere del suono
- Ted Nelson - fotografia, foto di copertina
- Charles Steck - fotografia, foto di copertina